# Prosopocera multinigromaculata
Prosopocera multinigromaculata är en skalbaggsart som beskrevs av Stefan von Breuning 1956. Prosopocera multinigromaculata ingår i släktet Prosopocera och familjen långhorningar.
Artens utbredningsområde är Angola. Inga underarter finns listade i Catalogue of Life.